# Deutschland, ein Wirtschaftsmärchen
Deutschland, ein Wirtschaftsmärchen. Warum es kein Wunder ist, dass wir reich geworden sind ist eine 2019 veröffentlichte Publikation der Wirtschaftsjournalistin und Publizistin Ulrike Herrmann. Sie war auf der Spiegel-Bestsellerliste für Wirtschaftsbücher.

## Inhalt
In Kapitel I Was von der Nazi-Zeit übrig blieb stellt die Autorin das Ergebnis der Kriegsentwicklung dar, in Kapitel II das so genannte Wirtschaftswunder mit dem Symbol der D-Mark, die eigentlich von Edward A. Tenenbaum erfunden worden sei. Das „Wunder“ habe nicht nur in Westdeutschland stattgefunden. Wirtschaftsdirektor Ludwig Erhard habe mit der Freigabe der Preise einen Fehler gemacht, die SPD habe dem Sozialismus gehuldigt, was der Wirtschaft ebenfalls geschadet habe. 
Kapitel II widmet sich Erhard, der als „talentierter Selbstdarsteller“, „Verkäufer für Weißwäsche“ und „Profiteur des NS-Regimes“, so die programmatischen Titel der Unterkapitel, charakterisiert wird. Er habe kriegswichtige Gutachten erstellt und eine Denkschrift zur Nachkriegsordnung verfasst, die sogar die SS interessiert habe. Die angebliche Widerstandslegende wird nach Darstellung der Autorin widerlegt. Zur Zeit nach dem Krieg wird ausgeführt, Erhard sei nicht nur als Professor gescheitert, sondern auch als Minister, er habe den Nachruhm nicht verdient, die Abneigung Konrad Adenauers gegen ihn sei begründet gewesen.
Kapitel IV versucht eine Richtigstellung der Nachkriegsgeschichte: Die Rettung Deutschlands sei von außen gekommen, von Europa, dem Marshallplan, der europäischen Zahlungsunion und den Exporterfolgen, die durch sie ermöglicht wurden. Der Mythos der sozialen Marktwirtschaft wird im folgenden Kapitel V behandelt. Es sei nie um Gerechtigkeit gegangen, die alten Vorkriegseliten hätten nahtlos weitergearbeitet, die Macht der Großkonzerne habe ungebrochen fortgewirkt.
Krisen, Industrieabbau, Goldkrise und die neue Leitwährung des Dollars sowie die Wirkung der Spekulation bestimmen den Inhalt des Vl. Kapitels Die Krisen kehren zurück, in dem auch der Ölpreisschock und der Herstatt-Skandal behandelt werden. Die Bundesbank als „Staat im Staat“ bildet den Kern des Kapitels VIII, vor allem ihr Versuch, die deutsche Einheit zu torpedieren, und ihre von Hermann dargestellte Dominanz im europäischen Währungssystem. 
Kapitel VIII bis XI stellen den Zusammenbruch der DDR aufgrund der „Macken“ der Planwirtschaft dar, den weiterhin unsozialen Charakter der neuen Marktwirtschaft, die „Beglückung der Reichen“ (Kapitel IX), die Finanzkrise (Kapitel X) und die Eurokrise (Kapitel XI).

## Rezensionen
Martin Hubert urteilt im Deutschlandfunk, Herrmann untergrabe stichhaltig die Legende des Wirtschaftswunders und der sozialen Marktwirtschaft. Ludwig Erhard verkörpere „die Mythen wie die Fehlentwicklungen des deutschen Wirtschaftswunders“: Die D-Mark sei von den Amerikanern eingeführt worden, diese hätten auch über die Vielzahl der Reformpläne entschieden. Erhard sei auch für eine falsche Preispolitik verantwortlich gewesen. Im Gegensatz zum „Heldennarrativ“ seien Umstände wie Nahrungsmittellieferungen, Marshallplan und die Europäische Zahlungsunion von 1950 verantwortlich gewesen, außerdem die Tatsache, dass das Wirtschaftswachstum bereits vor der Währungsreform angezogen hatte: „Denn die deutschen Industrieanlagen waren im Zweiten Weltkrieg keineswegs völlig zerstört worden und konnten rasch wieder instand gesetzt werden.“ Besonders die von den USA erzwungene und finanziell angeschobene Zahlungsunion habe zur Explosion des Außenhandels beigetragen. Dazu seien Montanunion, Europäische Wirtschaftsgemeinschaft und die international ansteigende Güternachfrage nach dem Koreakrieg von 1950 bis 1953 gekommen. Das falsche Verständnis des Wirtschaftswunders wirke nach Herrmann in der Zinspolitik der Bundesbank, im Dogma des sparsamen Staats und in der einseitigen Exportorientierung bis heute nach.
Christian Rickens referiert im Handelsblatt die heftige Kritik Roland Tichys von der Ludwig-Erhard-Stiftung an Herrmanns Darstellung Erhards als Profiteur des Nazi-Regimes, in der Tichy einen verdeckten Angriff auf die soziale Marktwirtschaft vermutet. Rickens analysiert das Verhalten Erhards während der Nazizeit und kommt zu dem Schluss:
Tatsächlich war Erhards Rolle im Nationalsozialismus also zwiespältig, wie die so vieler Deutscher. Seine angebliche Rolle als NS-Opfer hat er sich offenbar zusammenfantasiert. Und Erhards Beraterjobs kann man im Rückblick als pragmatisch bezeichnen oder weniger wohlwollend als opportunistisch. Sympathien für die NS-Ideologie, ein „Denken in völkischen Kategorien“ gar lassen sich daraus aber nicht ableiten.
Richard Reichel kommt in seiner Rezension in der Ludwig-Erhard-Stiftung zu einem sehr negativen Ergebnis: Einseitige Literaturauswahl und das weitgehende Fehlen fachwissenschaftlicher Quellen widersprächen dem vordergründigen Eindruck wissenschaftlicher Neutralität. Mit „pseudokeynesianischem“ Verständnis würden „Fakten verbogen und uminterpretiert, bis die Balken krachen“. In der Darstellung der Person Erhards folge die Autorin einseitig Volker Hentschel. Insgesamt findet Reichel, „Dilettantismus und das ‚angeklebte‘ Halbwissen als Basis für anmaßende Urteile seien schwer erträglich“. Herrmann habe die Leistung vollbracht, „die jüngere deutsche Wirtschaftsgeschichte in ein weit linkes bis grünes Weltbild hineinzuprügeln“. Ursula Weidenfeld schreibt der Autorin zu, eigentliches Motiv ihrer Kritik an der Person und Leistung Erhards sei ihre Annahme, Ökologie und Wirtschaftswachstum seien nicht vereinbar. „Um den Klimawandel zu bremsen und die Zukunft der Welt zu sichern, müsse die Wachstumsdoktrin fallen. Hier schreibt eine Missionarin.“

## Ausgaben
- Deutschland, ein Wirtschaftsmärchen. Warum es kein Wunder ist, dass wir reich geworden sind. Westend Verlag, Frankfurt am Main 2019, ISBN 978-3-86489-263-9.